# 奥山えいじ
奥山 えいじ（おくやま えいじ、1960年11月28日 - ）は、山形県尾花沢市出身の演歌歌手。テイチクエンタテインメント所属。仙台市在住。

## 経歴
- 1986年 - 第5回 山形県歌謡選手権大会グランドチャンピオン
- 1989年 - 第3回 演歌塾 全国大会 優勝
- 1990年 - NHKのど自慢 尾花沢大会 優勝
- 1991年 - NHKのど自慢 グランドチャンピオン大会 出場
- 1994年 - 「ふるさと華神輿」でレコードデビュー（日本クラウンより）
- 2008年 - 「お酒がしみる/薫る雨」（徳間ジャパン）にてメジャーデビュー
- 2010年 - テイチク移籍第1弾シングル「北の哀歌/美しい村」発売
- 2013年 - シングル「三年め/そして、ありがとう」発売
- 2015年 - シングル「はぐれ雪虫/旅の空」発売
- 2017年 - シングル「陸羽西線/恋待ちしぐれ」発売
- 2018年 - 「奧山えいじ　ベストアルバム」発売
- 2019年 - シングル「只見線恋歌」発売

## 人物・エピソード
- 1986年4月に第5回 山形県歌謡選手権大会でグランドチャンピオンを受賞するなど数々のコンクールで優勝。1994年6月に日本クラウンから「ふるさと華神輿」でレコードデビューを果たす。2008年には徳間ジャパンから「お酒がしみる」でメジャーデビュー。2010年にテイチクエンタテインメントへ移籍。2017年6月に「陸羽西線」、2018年に「奥山えいじ ベストアルバム」2019年4月17日、最新曲「只見線恋唄」がテイチクエンタテインメントから発売。

## 主な出演

### ラジオ出演（レギュラー番組）
- 「えいじの心のふる里会津」 
  - エフエムたいはく、2017年10月～、毎週土曜12:00から
  - ラジオ福島、2017年10月～、毎週日曜8:00から
  - 山形放送、2017年10月～、毎週土曜18:10から
  - TBCラジオ、2019年7月～、毎週日曜5:30から
- 「やまがたアートステージ」（山形放送、毎週日曜18:10から）
- 「えいじとあつみの演歌でナイト」（エフエムたいはく、毎週土曜19:30から。再放送日曜24:00から）
- 湖春とえいじの「歌・今日・笑」うたいましょう！ （エフエムたいはく、毎月第二・第四土曜22:00から。再放送日曜16:00から）
- 「奥山えいじ 心のふる里」（TBCラジオ、2020年1月 - 3月、毎週火曜と木曜5:10-5:15・毎週土曜17:55-18:00）
- 「奥山えいじの演歌五七五」（TBCラジオ、2020年4月 - 、毎週土曜12:55-13:00）

### テレビ出演（レギュラー番組）
- 「奥山えいじ こころのふるさと会津」 （千葉テレビ放送、2020年4月 - 2021年1月18日、毎週月曜8:30-9:00）
2021年1月25日以降は奥山が降板のため、「こころのふるさと会津」とタイトル変更して番組継続。